# Phaeozona purpurascens
Phaeozona purpurascens là một loài bướm đêm trong họ Noctuidae.